# Serra de les Carretes
La Serra de les Carretes és una serra al municipi de Tossa de Mar (Selva), amb una elevació màxima de 256,1 metres.